# Gärtnerei Zooallee 2

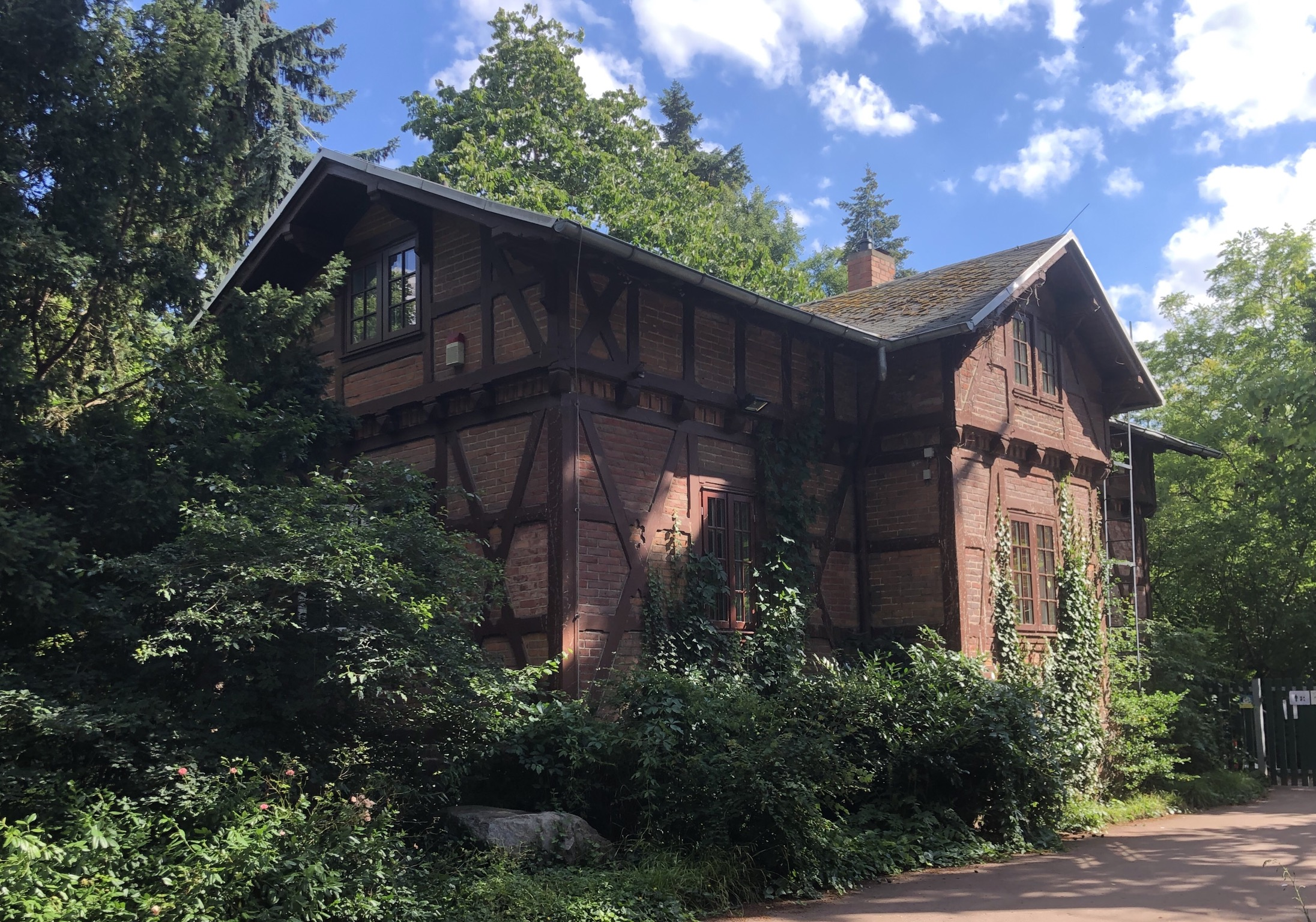
Gärtnerei Zooallee 2

Die Gärtnerei Zooallee 2 ist ein denkmalgeschütztes Gärtnereigebäude in Magdeburg in Sachsen-Anhalt.

## Lage
Es befindet sich im westlichen Teil des Vogelgesangparkes im Magdeburger Stadtteil Neue Neustadt. Nördlich erstreckt sich der Zoologische Garten Magdeburg. Nordwestlich steht das das gleichfalls denkmalgeschützte Wohnhaus Zooallee 2.

## Architektur und Geschichte
Der eineinhalbgeschossige Fachwerkbau entstand im Zusammenhang mit der Gründung der städtischen Gärtnerei im Jahr 1870 als Gärtnerhaus des Vogelgesangparks. Die Gefache sind mit Ziegeln ausgemauert. Auf der Westseite befindet sich ein von einem Zwerchhaus bekrönter Risalit. Die schlichte Gestaltung lehnt sich an die Architektur der Rayonhäuser im Umfeld der Festung Magdeburg an. Das obere Stockwerk kragt etwas vor. Bedeckt wird das Haus von einem deutlich vorstehenden flachen Satteldach.
Im örtlichen Denkmalverzeichnis ist das Gärtnerei unter der Erfassungsnummer 094 77049 als Baudenkmal verzeichnet.
Das heute unter der Adresse Zooallee 2 geführte Haus trug ursprünglich die Adressierung Am Vogelgesang 12.